# 456 км (зупинний пункт)
456 км — пасажирська зупинна залізнична платформа Лиманської дирекції Донецької залізниці.
Розташована у с. Роздолівка, Бахмутський район, Донецької області. Платформа розташована на лінії Лиман — Микитівка між станціями Зовна (2 км) та Сіверськ (7 км).
На платформі зупиняються лише приміські поїзди.